# Camilla Rosatello
Camilla Rosatello (* 28. Mai 1995 in Saluzzo) ist eine italienische Tennisspielerin.

## Karriere
Moratelli begann mit fünf Jahren mit dem Tennisspielen und bevorzugt Teppichplätze. Sie spielt hauptsächlich auf dem ITF Women’s Circuit, auf dem sie bislang einen Titel im Einzel und 40 im Doppel gewonnen hat.
Ihr erstes Turnier als Tennisprofi bestritt Moratelli im Juni 2010 in Padova. Ihren ersten Titel gewann sie 2011 an der Seite von Benedetta Davato im Doppel. 2012 spielte sie auf der Juniors Tour unter anderem alle Juniorinnenwettbewerbe der vier Grand-Slam-Turniere. Dabei erreichte sie beim Juniorinnenwettbewerb der Australian Open 2012 das Achtelfinale, wo sie Barbora Krejčíková mit 2:6 und 3:6 unterlag. Im selben Jahr gab sie ihr Debüt auf der WTA Tour mit einer Wildcard für die Qualifikation zu den Italiacom Open. Sie unterlag aber bereits in der ersten Runde Vanda Lukács mit 5:7 und 5:7.
2013 gewann sie vier weitere Titel auf der ITF-Tour im Doppel und erreichte ein Finale im Einzel. Auf der WTA Tour erhielt sie eine Wildcard für die Qualifikation zu den BGL BNP Paribas Luxembourg Open, wo sie in der ersten Runde ihrer Landsfrau Camila Giorgi mit 2:6 und 2:6 unterlag. 2014 gewann Rosatello zwei ITF-Titel im Doppel und erreichte wiederum ein Finale im Einzel. 2015 konnte sie sechs ITF-Titel im Doppel gewinnen, darunter das erste mit 25.000 US-Dollar dotierte Turnier im November in Casablanca. 2016 gewann sie zwei 25.000 US-Dollar Turniere im Doppel, erreichte das Finale im Einzel von Saint-Malo.
2017 gewann Camilla Rosatello vier Titel im Doppel, darunter die mit 60.000 US-Dollar dotierte boso Ladies Open Hechingen 2017. Im Einzel erreichte sie das Halbfinale beim ITF-Turnier von Prag, das sie gegen Karolína Muchová mit 2:6 und 2:6 verlor. Auf der WTA Tour kam sie bei den Ladies Championship Gstaad 2017 erstmals mit ihrer Partnerin Diāna Marcinkēviča ins Hauptfeld im Doppel. Sie unterlagen aber bereits in der ersten Runde der Top-gesetzten Paarung Kiki Bertens und Johanna Larsson, die das Turnier dann auch gewinnen konnten. Im Einzel startete sie in der Qualifikation, wo sie aber bereits in der ersten Runde Anna Kalinskaja unterlag. Bei den US Open 2017 konnte sie erstmals in der Qualifikation starten, gewann ihr Erstrundenspiel gegen Aryna Sabalenka in drei Sätzen, scheiterte dann aber an Danielle Lao klar in zwei Sätzen. Bei den Coupe Banque Nationale 2017 startete sie ebenfalls im Einzel in der Qualifikation, unterlag dort aber bereits in der ersten Runde Charlotte Robillard-Millette. Im Doppel erreichte sie mit ihrer Partnerin María Irigoyen erstmals das Halbfinale auf der WTA-Tour. Sie unterlagen dort Bianca Andreescu und Carson Branstine knapp mit 6:76 und 4:6.
Für die Italienische Fed-Cup-Mannschaft wurde Rosatello zum ersten Mal 2017 nominiert. Sie bestritt ein Doppel beim 3:1-Sieg gegen die taiwanesische Mannschaft im April 2017 in Barletts, wo sie mit ihrer Partnerin Jasmine Paolini dem Doppel Chuang Chia-jung und Hsu Ching-wen mit 4:6 und 4:6 in zwei Sätzen unterlag.
In der deutschen 2. Tennis-Bundesliga trat sie 2015 für den LTTC Rot-Weiß Berlin an.

## Turniersiege

### Einzel
| Nr. | Datum          | Turnier                  | Kategorie | Belag | Finalgegnerin       | Ergebnis |
| --- | -------------- | ------------------------ | --------- | ----- | ------------------- | -------- |
| 1.  | 24. April 2022 | Santa Margherita di Pula | ITF W25   | Sand  | Jekaterina Reingold | 6:3, 6:4 |

### Doppel
| Nr. | Datum              | Turnier                   | Kategorie      | Belag             | Partnerin              | Finalgegnerinnen                               | Ergebnis           |
| --- | ------------------ | ------------------------- | -------------- | ----------------- | ---------------------- | ---------------------------------------------- | ------------------ |
| 1.  | 3. September 2011  | Sanremo                   | ITF $10.000    | Sand              | Benedetta Davato       | Francesca Gariglio Giorgia Marchetti           | 6:2, 6:4           |
| 2.  | 27. April 2013     | Iraklio                   | ITF $10.000    | Teppich           | Tamara Čurović         | Olga Parres Azcoitia Nuria Párrizas Díaz       | 7:6(4), 6:3        |
| 3.  | 20. Mai 2013       | Scharm asch-Schaich       | ITF $10.000    | Hartplatz         | Zhu Aiwen              | Anna Fitzpatrick Kamila Kerimbajewa            | 6:4, 6:3           |
| 4.  | 13. Juli 2013      | Turin                     | ITF $10.000    | Hartplatz         | Olga Doroschina        | Maria Masini Yuka Mori                         | 6:2, 6:1           |
| 5.  | 21. Juli 2013      | Valladolid                | ITF $10.000    | Hartplatz         | Rutuja Bhosale         | Lucía Cervera Vázquez Carolina Prats Millán    | 6:4, 6:0           |
| 6.  | 6. Januar 2014     | Fort-de-France            | ITF $10.000    | Hartplatz         | Manon Peral            | Akvilė Paražinskaitė Rosalie van der Hoek      | 6:4, 6:4           |
| 7.  | 30. Juni 2014      | Brüssel                   | ITF $10.000    | Sand              | Alice Matteucci        | Diana Buzean Natela Dsalamidse                 | 6:4, 3:6, [10:3]   |
| 8.  | 15. August 2014    | Innsbruck                 | ITF $10.000    | Sand              | Zuzanna Maciejewska    | Isabella Shinikova Julija Stamatowa            | 6:2, 6:2           |
| 9.  | 2. März 2015       | Solarino                  | ITF $10.000    | Hartplatz         | Deborah Chiesa         | Marta Bellucco Camilla Scala                   | 7:6(4), 6:3        |
| 10. | 8. August 2015     | El Espinar                | ITF $10.000    | Hartplatz         | Olga Parres Azcoitia   | Arabela Fernández Rabener Francesca Stephenson | 6:1, 6:2           |
| 11. | 5. Oktober 2015    | Pula                      | ITF $10.000    | Sand              | Vanda Lukács           | Dasha Ivanova Melany Krywoj                    | 6:3, 6:2           |
| 12. | 2. November 2015   | Casablanca                | ITF $25.000    | Sand              | Olga Parres Azcoitia   | Alice Bacquié Inês Murta                       | 6:2, 6:4           |
| 13. | 14. November 2015  | Casablanca                | ITF $10.000    | Sand              | Olga Parres Azcoitia   | Melanie Klaffner Anna Morgina                  | 6:2, ret.          |
| 14. | 21. November 2015  | Casablanca                | ITF $10.000    | Sand              | Olga Parres Azcoitia   | Irina Fetecău Camelia Hristea                  | 6:4, 6:3           |
| 15. | 22. August 2016    | Bagnatica                 | ITF $25.000    | Sand              | Alice Matteucci        | Conny Perrin Jana Sisikowa                     | 6:4, 5:7, [10:5]   |
| 16. | 10. Oktober 2016   | Pula                      | ITF $25.000    | Sand              | Kathinka von Deichmann | Cristiana Ferrando Vivien Juhászová            | 6:1, 3:6, [10:6]   |
| 17. | 11. März 2017      | Amiens                    | ITF $15.000    | Sand (Halle)      | Melanie Stokke         | Ilona Kremen Diāna Marcinkēviča                | 6:3, 6:0           |
| 18. | 9. April 2017      | Pula                      | ITF $25.000    | Sand              | Alice Matteucci        | Bibiane Schoofs Sandra Zaniewska               | 6:1, 6:3           |
| 19. | 30. Juni 2017      | Périgueux                 | ITF $25.000    | Sand              | Kimberley Zimmermann   | Manon Arcangioli Shérazad Reix                 | 6:4, 6:3           |
| 20. | 13. August 2017    | Hechingen                 | ITF $60.000    | Sand              | Sopia Schapatawa       | Romy Kölzer Lena Rüffer                        | 6:2, 6:4           |
| 21. | 28. Oktober 2017   | Pula                      | ITF $25.000    | Sand              | Cristina Dinu          | Elena Bogdan Anita Husarić                     | 6:2, 6:1           |
| 22. | 4. November 2017   | Pula                      | ITF $25.000    | Sand              | Claudia Giovine        | Anastasia Grymalska Hanna Posnichirenko        | 6:2, 2:6, [10:7]   |
| 23. | 1. September 2018  | Bagnatica                 | ITF $25.000    | Sand              | Giorgia Marchetti      | Deborah Chiesa Jasmine Paolini                 | 6:4, 4:6, [10:8]   |
| 24. | 30. Januar 2021    | Manacor                   | ITF W15        | Hartplatz         | Ylena In-Albon         | Ángela Fita Boluda Oxana Selechmetjewa         | 7:63, 6:79, [10:5] |
| 25. | 26. Februar 2021   | Poitiers                  | ITF W25        | Hartplatz (Halle) | Federica Di Sarra      | Estelle Cascino Seone Mendez                   | 6:4, 6:3           |
| 26. | 27. März 2021      | Le Havre                  | ITF W15        | Sand (Halle)      | Francisca Jorge        | Anaëlle Leclercq Lucie Nguyen Tan              | 7:5, 6:2           |
| 27. | 30. Mai 2021       | Otočec                    | ITF W25        | Sand              | Federica Di Sarra      | Lea Bošković Raluca Șerban                     | 6:4, 6:74, [10:4]  |
| 28. | 2. Juli 2021       | Montpellier               | ITF W60        | Sand              | Estelle Cascino        | Liang En-shuo Yuan Yue                         | 6:3, 6:2           |
| 29. | 10. Juli 2021      | Turin                     | ITF W25        | Sand              | Federica Di Sarra      | Lucia Bronzetti Aurora Zantedeschi             | 6:2, 6:2           |
| 30. | 11. September 2021 | Montreux                  | ITF W60        | Sand              | Estelle Cascino        | Conny Perrin Eden Silva                        | 7:64, 6:4          |
| 31. | 10. Mai 2022       | Santa Margherita di Pula  | ITF W25        | Sand              | Angelica Moratelli     | Francisca Jorge Matilde Jorge                  | 6:4, 7:5           |
| 32. | 11. Juni 2022      | Caserta                   | ITF W60        | Sand              | Despina Papamichail    | Francisca Jorge Matilde Jorge                  | 4:6, 6:2, [10:6]   |
| 33. | 24. September 2022 | Santa Margherita di Pula  | ITF W25        | Sand              | Angelica Moratelli     | Jennifer Ruggeri Noelia Zeballos               | 6:4, 6:4           |
| 34. | 16. Oktober 2022   | Santa Margherita di Pula  | ITF W25        | Sand              | Angelica Moratelli     | Jessie Aney Sapfo Sakellaridi                  | 64:7, 7:5, [10:5]  |
| 35. | 17. Juni 2023      | Rom                       | ITF W60        | Sand              | Angelica Moratelli     | Oana Gavrilă Sapfo Sakellaridi                 | 3:6, 6:0, [10:7]   |
| 36. | 4. August 2023     | Cordenons                 | ITF W60        | Sand              | Angelica Moratelli     | Isabelle Haverlag Eva Vedder                   | 0:6, 6:2, [10:5]   |
| 37. | 16. September 2023 | Bukarest                  | WTA Challenger | Sand              | Angelica Moratelli     | Valentini Grammatikopoulou Anna Sisková        | 7:5, 6:4           |
| 38. | 28. Oktober 2023   | Les Franqueses del Vallès | ITF W100       | Hartplatz         | Angelica Moratelli     | Gao Xinyu Darja Semeņistaja                    | 4:6, 7:5,[10:6]    |
| 39. | 20. Januar 2024    | Bengaluru                 | ITF W50        | Hartplatz         | Darja Semeņistaja      | Li Yu-yun Eri Shimizu                          | 3:6, 6:2, [10:8]   |
| 40. | 30. März 2024      | Antalya                   | WTA Challenger | Sand              | Angelica Moratelli     | Tímea Babos Wera Swonarjowa                    | 6:3, 3:6, [15:13]  |
| 41. | 2. November 2024   | Nantes                    | ITF W50        | Hartplatz (Halle) | Tyra Caterina Grant    | Diāna Marcinkēviča Sada Nahimana               | 6:2, 6:1           |
| 42. | 15. März 2025      | Târgu Mureș               | ITF W75        | Hartplatz (Halle) | Nina Stojanović        | Madeleine Brooks Justina Mikulskytė            | 7:61, 6:2          |